# Lautrupsbach
Der Lautrupsbach ist ein Gewässer in Flensburg in Schleswig-Holstein. Der kleine Fluss hat eine Länge von ca. 2,6 km. Er entsteht auf dem Friedhof Adelby im Flensburger Stadtteil Tarup in der Nähe der B199 aus dem Zusammenfluss von Adelbybek und Taerbek, fließt durch das Lautrupsbachtal und mündet beim Neubau Klarschiff in den Flensburger Hafen, der am Ende der Flensburger Förde liegt, welche Teil der Ostsee ist.
Der kleine Fluss wurde 1898 offiziell nach Christian Lautrup  (1777 bis 1851) benannt, dem früher die Wassermühle auf St. Jürgen gehört hatte. Eine weitere Mühle befand sich noch beim Lautrupsbach bei Fruerlundmühle, bei der es sich jedoch um eine Windmühle handelte. Der Bach fließt über weite Strecken durch ein schmales Kerbtal mit teils recht steilen Hängen.
Von 1989 bis 2009 wurde der Lautrupsbach schrittweise weitgehend renaturiert, nachdem er in der Nachkriegszeit begradigt und überbaut worden war. In dieser Zeit wurde auch das Teufelsloch, ein ehemaliger Bahntunnel unterhalb der Brücke der Bismarckstraße, freigelegt und für den Fußgängerverkehr freigegeben. Der grüne Korridor des Bachlaufes ist Teil eines Grünzuges, der vom Flensburger Hafen über das besagte Lautrupsbachtal, Adelby, Vogelsang, Blocksberg und den Tremmeruper Wald bis zum Schloss Glücksburg reicht. Der chemische Zustand des Lautrupsbaches war laut einer Prüfung im Jahr 2022 nicht gut. In trockenen Sommern führt das Bachbett häufig kein Wasser.